# Гітгарц Ілля Олександрович
Гітгарц Ілля Олександрович (18 (30) березня 1893, Одеса — 3 лютого 1966, Мінськ) — радянський диригент і педагог. Заслужений діяч мистецтв Білоруської РСР (1955).
Закінчив Петербурзьку консерваторію по класу скрипки (1916, педагог С. Коргуєв) і теорії композиції (1918, клас М. Соловйова). У 1919—1926 і 1936—1947 в оперних театрах Полтави, Ленінграда (опера Народного дому, 1922—1926), Москви (Музичний театр імені Немировича-Данченка, 1937—1939), Ташкента, Пермі, Самари. У 1926—1930 завідував музичною частиною БГТ-2. У 1930—1933 художній керівник і головний диригент Білоруської студії опери і балету, в 1933—1936 головний диригент і директор, в 1947—1951 диригент Державного театру опери та балету БРСР.

З 1947 викладач Білоруської консерваторії (з 1949 доцент). 